# Колычево (село, городской округ Ступино)
Колычево — село в Ступинском районе Московской области в составе Городского поселения Жилёво (до 2006 года — входило в Новоселковский сельский округ). На 2016 год в Колычево 5 улиц, деревня связана автобусным сообщением с райцентром и соседними населёнными пунктами, некогда принадлежала боярам Колычевым. У деревни находится источник целителя Пантелеймона.

## География
Колычево расположено в центральной части района, на левом берегу реки Березынка, правом притоке реки Каширка, высота центра деревни над уровнем моря — 168 м. Ближайшие населённые пункты: Шматово — около 0,8 км на запад и Петрово — примерно в 1,5 км на юго-восток.

## История
Постановлением Губернатора Московской области от 22 февраля 2019 года № 78-ПГ статус населённого пункта изменён с «деревня» на «село».

## Население
| 2002 | 2006 | 2010 |
| ---- | ---- | ---- |
| 223  | ↘187 | ↗191 |